# پیچ‌وشان
پیچ‌وشان یا اسپیره‌اوئیده (به انگلیسی: Spiraeoideae) در گذشته یکی از چهار زیرتیره متعلق به تیرهٔ گلسرخیان بود. دارای تخمدان (گیاهی) زبرین است و تعداد برچه‌ها ۲ یا بیشتر است. هر کدام از برچه‌ها دارای یک تخمک است که هنگام رسیدن تبدیل به تعدادی برگه می‌شوند. برخی از انواع سرده‌های آن عبارتند از:
- اسپیره‌آ در حدود ۷۰ گونه عمدتاً در منطقه معتدل شمالی می‌روید.
- نیلیا ۱۱ گونه دارد و در آسیای شرقی می‌روید.
- فیزوکارپوس ۱۰ گونه دارد و عمدتاً در آسیای شمال شرقی و آمریکای شمالی می‌روید.
- سورباریا ۷ گونه دارد و عمدتاً در آسیای مرکزی و شرقی می‌روید.
- اکسوکوردا ۴ گونه دارد و در آسیای مرکزی و چین می‌روید.[۱]

از سال ۲۰۱۱ به بعد مطابق قوانین جهانی نام‌گذاری برای جلبک‌ها، قارچ‌ها و گیاهان سه زیرتیرهٔ بادامی‌واران، اسپیره‌اوئیده (پیچ‌وشان) و سیب‌واران با هم ادغام شدند و تشکیل یک زیرتیرهٔ واحد با نام آمیگدالوئیده دادند.